# Estátua da Unidade
A Estátua da Unidade (Statue of Unity em inglês) é um monumento dedicado ao líder do Movimento de independência da Índia, Vallabhbhai Patel, localizado no estado indiano de Gujarat. Está localizado de frente para a Barragem de Narmada, a 3,2 km de distância, na ilha fluvial chamada Sadhu Bet, perto de Rajpipla, em Gujarat. O monumento, juntamente com seus arredores, ocupa mais de 20 mil metros quadrados e está rodeado por um lago artificial de 12 km². É a estátua mais alta do mundo, com a altura de 182 m (597 ft).
Inicialmente, o custo total do projeto foi estimado em cerca de 420 milhões de dólares pelo governo da Índia. Posteriormente, a Larsen & Toubro ganhou o contrato em outubro de 2014 por seu menor lance de 420 milhões de dólares para o projeto, construção e manutenção, que terceirizou o revestimento de bronze da estátua para a TQ Art Foundry, parte da Jiangxi Toqine Metal Artesanato Co Ltd., em Nanchang, na China. A construção foi iniciada em 31 de outubro de 2013 e concluída em meados de outubro de 2018. Foi inaugurada em 31 de outubro de 2018, pelo Primeiro Ministro Narendra Modi.
O projeto foi anunciado pela primeira vez em 7 de outubro de 2010. O ferro necessário para a estátua e outras estruturas seria coletado de fazendeiros de aldeias por toda a Índia, em forma de doação de seus instrumentos agrícolas usados. Foram estabelecidos 36 escritórios em toda a Índia para coletar esses instrumentos de ferro, aos quais mais de 500 mil fazendeiros indianos deveriam doar. A unidade foi nomeada "movimento da estátua da unidade". Havia uma campanha nacional de três meses para coletar peças de ferro de 600 mil aldeias para construir a estátua. Durante esse período, mais de 5 mil toneladas de ferro foram coletadas. Embora tenha sido inicialmente anunciado que o ferro coletado será usado para a estátua principal, mais tarde surgiu que o ferro coletado não será usado na construção da estátua principal e será usado para alguma outra parte do projeto.
O Movimento da Estátua da Unidade organizou uma petição Suraaj ("boa governação" em hindi) em que as pessoas escreviam sobre suas ideias para o bom governo. A petição Suraaj foi assinada por cerca de 20 milhões de pessoas, que foi a maior petição do mundo assinada. Uma maratona intitulada Run For Unity foi realizada em 15 de dezembro de 2013 em vários lugares da Índia, tendo uma grande afluência e inscrições antes do evento e registrando milhares de inscrições.